# آدم هال
آدم هال (بالإنجليزية: Adam Hall)‏ هو لاعب هوكي الجليد أمريكي، ولد في 14 أغسطس 1980 في كالامازو في الولايات المتحدة.

## وصلات خارجية
- آدم هال على موقع دوري الهوكي الوطني (الإنجليزية)
- آدم هال على موقع EliteProspects.com (الإنجليزية)
- آدم هال على موقع Eurohockey.com (الإنجليزية)
- آدم هال على موقع HockeyDB.com (الإنجليزية)
- آدم هال على موقع Hockey-Reference.com (الإنجليزية)